# Glaucome aigu par fermeture de l'angle
 Mise en garde médicale
Le glaucome aigu par fermeture de l'angle est une urgence ophtalmologique qui se caractérise par une augmentation brutale de la pression intraoculaire pouvant aboutir à des complications graves. Il ne doit pas être confondu avec le glaucome chronique, dit « à angle ouvert ».
Les deux yeux sont prédisposés. Il existe ainsi un risque de bilatéralisation et de récidive si on ne fait pas un traitement préventif.

## Mécanisme
Il est dû à l’étroitesse constitutionnelle de l’angle entre l'iris et la cornée et survient surtout chez l’hypermétrope (œil trop court) et ayant un cristallin de grosse taille (donc avec l’âge car le cristallin gonfle à mesure qu'on vieillit). Ces sujets prédisposés risquent à la faveur d’une circonstance déclenchante qui est la survenue d'une mydriase, une fermeture de leur angle irido-cornéen, d’où une hypertension intra oculaire (hypertonie oculaire ou HTO) brutale et importante (50, 60 voire 80 mmHg pour une normale entre 10 et 21 mmHg).
Cette HTO brutale va menacer le nerf optique dans les six heures. Si aucun traitement n'est mis en place, une perte fonctionnelle totale et définitive de la vision de l’œil va survenir. 
En cas de traitement efficace et précoce, la guérison complète est possible, avec parfois, de minimes séquelles.

## Signes cliniques et diagnostic positif
La chute de l'acuité visuelle peut se manifester sous la forme d'un brouillard intense.
La douleur est caractéristique, avec une impression que l'œil est serré ou qu'il va éclater. Au niveau de l'évaluation clinique, il y a également la cornée bombée.
L'examen montre une importante rougeur oculaire, une pupille sans réflexe photomoteur (pas de contraction à la lumière) et plutôt dilatée (semi mydriase). L'œil est très très dur comparé à l'autre à la palpation.
Il peut exister des signes extraoculaires par réflexe vagal : nausées…
Globalement, les symptômes d'une crise caractéristiques sont tellement bruyants qu'il est difficile pour la personne atteinte de ne pas consulter.
Le diagnostic est plus difficile dans les formes larvées, subaiguës (voir formes cliniques). 

### Facteurs favorisants
Ce sont ceux qui provoquent une mydriase, c'est-à-dire une dilatation de la pupille : 
- passage à l'obscurité ;
- prise de collyres mydriatiques (atropine, cyclopentolate…) ;
- prise de médicaments parasympatholytiques (anticholinergiques ou sympathomimétiques).

## Formes cliniques
Le diagnostic est plus difficile dans les formes larvées, subaigües où le tableau moins inquiétant pour la personne risque de retarder le diagnostic. Il faut donc accorder de l'importance aux symptômes suivants : perception intermittente de brouillard ou de halos autour des lumières accompagnée d'une douleur orbitaire unilatérale ou de céphalée.